# Librado Azcona
Daniel Librado Azcona Salinas (Caacupé, 18 de janeiro de 1984) foi um futebolista profissional paraguaio naturalizado equatoriano que atuava como goleiro.